# Lala Song
Singles de Bob Sinclar featuring The Sugarhill Gang
Sound of Freedom
(2007) Love You No More
(2009)
Lala Song est le premier single de l'album studio de Bob Sinclar, Born in 69, sorti le 3 avril 2009, en featuring avec les rappeurs Master Gee et Wonder Mike de The Sugarhill Gang. Lala Song est un remix de la chanson Rapper's Delight de Sugarhill Gang.

## Charts
| Charts (2009)                               | Position la plus haute |
| ------------------------------------------- | ---------------------- |
| Belgian Singles Chart (Flandres)            | 9                      |
| Belgian Singles Chart (Wallonie)            | 14                     |
| Tchéquie (IFPI Rádio)                       | 13                     |
| Dutch Singles Chart                         | 5                      |
| French SNEP Singles Chart                   | 90                     |
| French SNEP Singles Chart - Téléchargements | 5                      |
| German Singles Chart                        | 55                     |
| Israeli Media Forest Singles Chart          | 5                      |
| Italian FIMI Singles Chart                  | 6                      |
| Spanish Singles Chart                       | 39                     |
| Switzerland Singles Chart                   | 68                     |

### Classement de fin d'année
| Chart (2009)          | Position |
| --------------------- | -------- |
| Italian Singles Chart | 37       |